# BDKRB2
BDKRB2 (англ. Bradykinin receptor B2) – білок, який кодується однойменним геном, розташованим у людей на короткому плечі 14-ї хромосоми. Довжина поліпептидного ланцюга білка становить 391 амінокислот, а молекулярна маса — 44 461.
| 10         |  | 20         |  | 30         |  | 40         |  | 50         |
| ---------- |  | ---------- |  | ---------- |  | ---------- |  | ---------- |
| MFSPWKISMF |  | LSVREDSVPT |  | TASFSADMLN |  | VTLQGPTLNG |  | TFAQSKCPQV |
| EWLGWLNTIQ |  | PPFLWVLFVL |  | ATLENIFVLS |  | VFCLHKSSCT |  | VAEIYLGNLA |
| AADLILACGL |  | PFWAITISNN |  | FDWLFGETLC |  | RVVNAIISMN |  | LYSSICFLML |
| VSIDRYLALV |  | KTMSMGRMRG |  | VRWAKLYSLV |  | IWGCTLLLSS |  | PMLVFRTMKE |
| YSDEGHNVTA |  | CVISYPSLIW |  | EVFTNMLLNV |  | VGFLLPLSVI |  | TFCTMQIMQV |
| LRNNEMQKFK |  | EIQTERRATV |  | LVLVVLLLFI |  | ICWLPFQIST |  | FLDTLHRLGI |
| LSSCQDERII |  | DVITQIASFM |  | AYSNSCLNPL |  | VYVIVGKRFR |  | KKSWEVYQGV |
| CQKGGCRSEP |  | IQMENSMGTL |  | RTSISVERQI |  | HKLQDWAGSR |  | Q          |

A: Аланін

C: Цистеїн

D: Аспарагінова кислота

E: Глутамінова кислота

F: Фенілаланін

G: Гліцин

H: Гістидин

I: Ізолейцин

K: Лізин

L: Лейцин

M: Метіонін

N: Аспарагін

P: Пролін

Q: Глутамін

R: Аргінін

S: Серин

T: Треонін

V: Валін

W: Триптофан

Кодований геном білок за функціями належить до рецепторів, g-білокспряжених рецепторів, білків внутрішньоклітинного сигналінгу, фосфопротеїнів. 
Задіяний у такому біологічному процесі, як альтернативний сплайсинг. 
Локалізований у клітинній мембрані, мембрані.